# Make Me...
Make Me... – singel amerykańskiej piosenkarki Britney Spears z dziewiątego albumy studyjnego Glory. W piosence gościnnie wystąpił raper G-Eazy. Twórcami tekstu utworu są Britney Spears, Matthew Burns, Joe Janiak i Gerard Gillum, natomiast jego produkcją zajął się Burns. Singel swoją premierę miał 15 lipca 2016 roku. „Make Me...” pod względem muzycznym łączy w sobie przede wszystkim muzykę R&B. Piosenka otrzymała dobre recenzje od krytyków muzycznych, którzy chwalili wokal Spears oraz poprawę w jej najnowszych wydaniach.

## Tło
W marcu 2015 roku, Spears poinformowała, że nagrywa nowy materiał na swój kolejny album studyjny. Początkowo portal Las Vegas Sun ogłosił, że utwór zatytułowany „Make Me (Oooh)” zostanie wydany w maju 2016 roku i zostanie zaprezentowany podczas Billboard Music Awards 2016, a premiera albumu nastąpi w czerwcu. Jednak ze względu na trudności produkcyjne, piosenka została opóźniona w wydaniu.
Według Robina Leacha, reportera muzycznego strony Las Vegas Sun, piosenkarka „odeszła od prostego popu na rzecz naprawdę ciekawego klimatu, który jest świetny”. 25 maja 2016 roku, poimformowano, że amerykański raper G-Eazy wystąpi gościnnie w utworze. Oficjalna okładka singla została zaprezentowana 14 lipca. Ukazuje Spears owiniętą w biały materiał i wysokie kozaki. 15 lipca 2016 roku, piosenka została wydana w formacie digital download na iTunes Store. Następnego dnia, utwór udostępniono w serwisach streamingowych, a cztery dni później zaczął być grany w rozgłośniach radiowych.

## Teledysk
Pierwszy nieopublikowany teledysk do „Make Me” został nakręcony 2 czerwca 2016 roku i został wyreżyserowany przez Davida LaChapell’a, który wcześniej pracował z piosenkarką w klipie do piosenki „Everytime”. Klip został odrzucony, ponieważ Spears oraz wytwórnia uważali, że jest „zbyt seksowny i w ogóle bez sensu”. Oficjalny teledysk został opublikowany 5 sierpnia na Vevo oraz na YouTube w reżyserii Randee St. Nicholas.

## Lista utworów
- Digital download[12]

1. „Make Me...” feat. G-Eazy – 3:51

- The Remixes[18]

1. „Make Me...” feat. G-Eazy (Cash Cash Remix) – 4:07
2. „Make Me...” feat. G-Eazy (Marc Stout & Tony Arzadon Remix) – 3:59
3. „Make Me...” feat. G-Eazy (Tom Bundin Remix) – 3:09

- The Remixes EP[19]

1. „Make Me...” feat. G-Eazy (Cash Cash Remix) – 4:07
2. „Make Me...” feat. G-Eazy (Marc Stout & Tony Arzadon Remix) – 3:59
3. „Make Me...” feat. G-Eazy (Tom Bundin Remix) – 3:09
4. „Make Me...” feat. G-Eazy (Kris Kross Amsterdam Remix) – 3:11
5. „Make Me...” feat. G-Eazy (FTampa Remix) – 3:15

## Notowania

### Notowania tygodniowe
| Lista (2016)                              | Najwyższa pozycja |
| ----------------------------------------- | ----------------- |
| Australia (ARIA)                          | 39                |
| Austria (Ö3 Austria Top 40)               | 61                |
| Belgia (Ultratip Flandria)                | 33                |
| Belgia (Ultratip Walonia)                 | 17                |
| Czechy (Singles Digitál Top 100)          | 51                |
| Francja (SNEP)                            | 11                |
| Irlandia (IRMA)                           | 51                |
| Japonia (Japan Hot 100)                   | 46                |
| Kanada (Canadian Hot 100)                 | 20                |
| Niemcy (Official German Charts)           | 71                |
| Nowa Zelandia (RMNZ Heatseekers)          | 3                 |
| Portugalia (AFP)                          | 51                |
| Słowacja (Singles Digitál Top 100)        | 52                |
| Stany Zjednoczone (Hot 100)               | 17                |
| Szwajcaria (Swiss Hitparade)              | 58                |
| Węgry (Single (track) Top 40 lista)       | 6                 |
| Wielka Brytania (Official Charts Company) | 42                |
| Włochy (FIMI)                             | 56                |

## Certyfikaty
| Państwo                  | Status      |
| ------------------------ | ----------- |
| Kanada (Music Canada)    | złota płyta |
| Stany Zjednoczone (RIAA) | złota płyta |

## Historia wydania
| Region            | Data             | Format                                | Wersja | Wytwórnia       | Źródło |
| ----------------- | ---------------- | ------------------------------------- | ------ | --------------- | ------ |
| Świat             | 15 lipca 2016    | Digital download, streaming           | Duet   | RCA, Sony       | [ 12 ] |
| Włochy            | 15 lipca 2016    | Contemporary hit radio                | Duet   | Sony            | [ 40 ] |
| Stany Zjednoczone | 19 lipca 2016    | Contemporary hit radio                | Duet   | RCA             | [ 14 ] |
| Włochy            | 27 lipca 2016    | Contemporary hit radio                | Solo   | Sony            | [ 41 ] |
| Świat             | 12 sierpnia 2016 | Digital download, streaming (Remixes) | Duet   | RCA, Sony Music | [ 18 ] |